# William Michael Fitzgerald
William Michael Fitzgerald OP (* 4. Juni 1903 in Tralee, County Kerry; † 31. Oktober 1971) war ein irischer römisch-katholischer Ordensgeistlicher und Weihbischof in Port of Spain.

## Leben
William Michael Fitzgerald trat der Ordensgemeinschaft der Dominikaner bei und empfing am 6. Juli 1930 das Sakrament der Priesterweihe.
Am 15. August 1958 ernannte ihn Papst Pius XII. zum Titularbischof von Zarna und zum Weihbischof in Port of Spain. Der Erzbischof von Port of Spain, Patrick Finbar Ryan OP, spendete ihm am 8. Dezember desselben Jahres die Bischofsweihe; Mitkonsekratoren waren der Bischof von Saint George’s in Grenada, Justin James Field OP, und der Bischof von Castries, Charles Alphonse Gachet FMI.
William Michael Fitzgerald nahm an allen vier Sitzungsperioden des Zweiten Vatikanischen Konzils teil. Vom 18. Juni 1966 bis zum 19. März 1968 war Fitzgerald zudem Apostolischer Administrator des Erzbistums Port of Spain.